# Приволье (Лозовский район)
Приволье (укр. Привілля) — село,
Надеждовский сельский совет,
Лозовский район,
Харьковская область.
Код КОАТУУ — 6323982502. Население по переписи 2001 года составляет 82 (41/41 м/ж) человека.

## Географическое положение
Село Приволье находится в балке Кислочина по которой протекает пересыхающий ручей с запрудами.
На расстоянии в 2,5 км протекает река Берека и в 4,5 км — река Попельна.

## История
- 1900 — дата основания.